# Досо (Верона)
Досо је насеље у Италији у округу Верона, региону Венето.
Према процени из 2011. у насељу је живело 107 становника. Насеље се налази на надморској висини од 322 м.